# 野草莓運動
野草莓運動或稱野草莓學運，是2008年11月6日起，在台灣發起的社會運動，起因為抗議海峡两岸关系协会會長陈云林訪台進行第二次江陳會談。抗議行動主要參與者為大學生，主要發起人之一、臺大社會系助理教授李明璁透過PTT網路串連，號召數千名民眾自2008年11月6日至2009年1月於行政院前、中正紀念堂、全台各地及校園，以靜坐及示威遊行方式抗議行政濫權，要求警政署署長王卓鈞下台。

## 背景
該年11月3日－7日，海峽兩岸關係協會會長陳雲林訪台。此舉引發獨派人士不滿，因此在陳雲林訪台期間，所到之處皆有群眾抗議。部分學界及社運團體對警方處置高度不滿，多所大學教授、社運人士於11月6日凌晨，在PTT上共同發表「1106行動聲明」，號召百人於11月6日（星期四）上午於行政院門口，預計以快閃行動抗議 。然而，現場同學突發決定在行政院門口坐下「等待」官員的回應直至警方驅離，開啟了野草莓學生運動的序幕。
儘管學生坐了下來，但因為11月10日開始各校將陸續進入期中考，因此同學們並沒有打算「長期抗戰」，更沒有升高抗爭規模的準備。這可以從11月6日當晚在行政院門口，不斷向群眾廣播呼籲停止捐款的動作可以得到明證，發起行政院門口聚集的活動，沒有做好發展成為大規模學運的準備。特別是警方一直到11月7日中午都沒有驅離行動，學生與聚集群眾已呈現陸陸續續散去的跡象，學生的抗爭似乎就隨著警方的冷淡逐漸散去。
「迫於壓力臨時組織」是造成野草莓學運陷入內耗而潰散的表象原因，野草莓學運的性質是屬於政治衝突的運動，而非特定議題倡議的社會運動，這也與2000年之後，社會運動興起的一波「去政治化」思維相違，因此在野草莓學運期間，同學們始終困於如何重新定位政治運動與社會運動的關係與差異，整個在廣場時期的「運動發展」，始終困擾著如何整合起分歧的運動想像。決策帳棚內一次又一次的內鬥式的辯論、不同意見領袖間私下合縱連橫的動員串連，無非都企圖降低這場運動特殊發生條件所招致的複雜性：劃定參與者的界線、穩定決策機制、澄清各路來者的目的以定位運動。但在沒有信任基礎的運動開幕式中，註定了不可能期待在理想的溝通情境中達致共識，野草莓學運的「先天結構」，已然暗示了會在內耗中進行的命運。然而，幾近無架構的「共同參與、集體決策」以及「政治/去政治」的迴圈式辯論消解了這場運動的動能，卻也開啟同學們意識到，重新串聯各校異議性團體、建構溝通平台，以及積極倡議以政治改革為學生運動導向的重要性。一定意義上，野草莓學運可以視為往後幾年以政治改革或政治議題為訴求、串聯的學生運動，階段性的開場。

## 事件發展

### 緣起
中国大陆海峽兩岸關係協會會長陳雲林於2008年11月3日赴台進行第二次江陳會談為期數天的行程，期間警政單位在各地行使路檢、盤查、搜索、管束、物資扣留、驅離或禁止進入、進入住宅、集會遊行法上的命令解散，甚至逮捕等國家權力，去對待表達對此次會談，或向海協會會長陳雲林訪台表達異議者，被認為是對於基本人權的侵犯。事件引起了部分人權關注人士（例如部分苦勞網成員）對於集會遊行法，及警權使用等不合理規定的檢討。。

### 發起與訴求

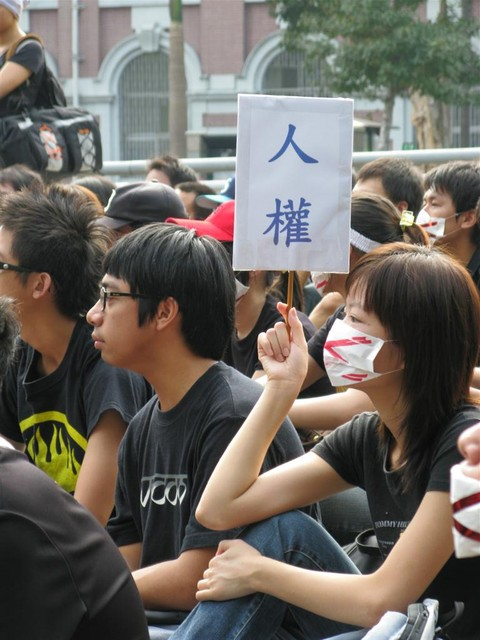
在行政院示威之學生。

在網路上最先由國立台灣大學社會學系助理教授李明璁在其PTT2個人看板發表，和二十多人共同發起此次的靜坐運動，並提出以下三項訴求：

- 中華民國總統馬英九和行政院長劉兆玄必須公開向國人道歉
- 警政署長王卓鈞、國安局長蔡朝明，應立刻下臺
- 立法院立即修改限縮人民權利的「集會遊行法」

依照野草莓運動官方網站的說法，其認為警察不當行為包括：
- 淨空高速公路車道[4]
- 禁止民眾在公共場合舉國旗、禁止民眾在公共場所說「台灣不是中國的」，及沒收人民財物，如旗幟、標語
- 民眾在圓山附近手持DV拍攝，被警方違反行政程序強行帶回警局
- 民眾想要施放印有「黑心」圖樣的氣球被警方制止
- 民眾騎機車懸掛支持西藏獨立的「雪山獅子旗」，被警方制止且強行帶回警局
- 上揚唱片行因播放台語的《戀戀北迴線》被大批員警帶警棍衝進唱片強制關音樂[5][6][7][8]

上述個案，警方對不構成「有相當理由足認其行為已構成或即將發生危害」或「有明顯而立即的危險」的人使用強制力，過度限制人民的人身自由或言論自由，已經侵犯憲法、行政法等上位法規對於人民基本自由的保障。

### 行政院前靜坐行動

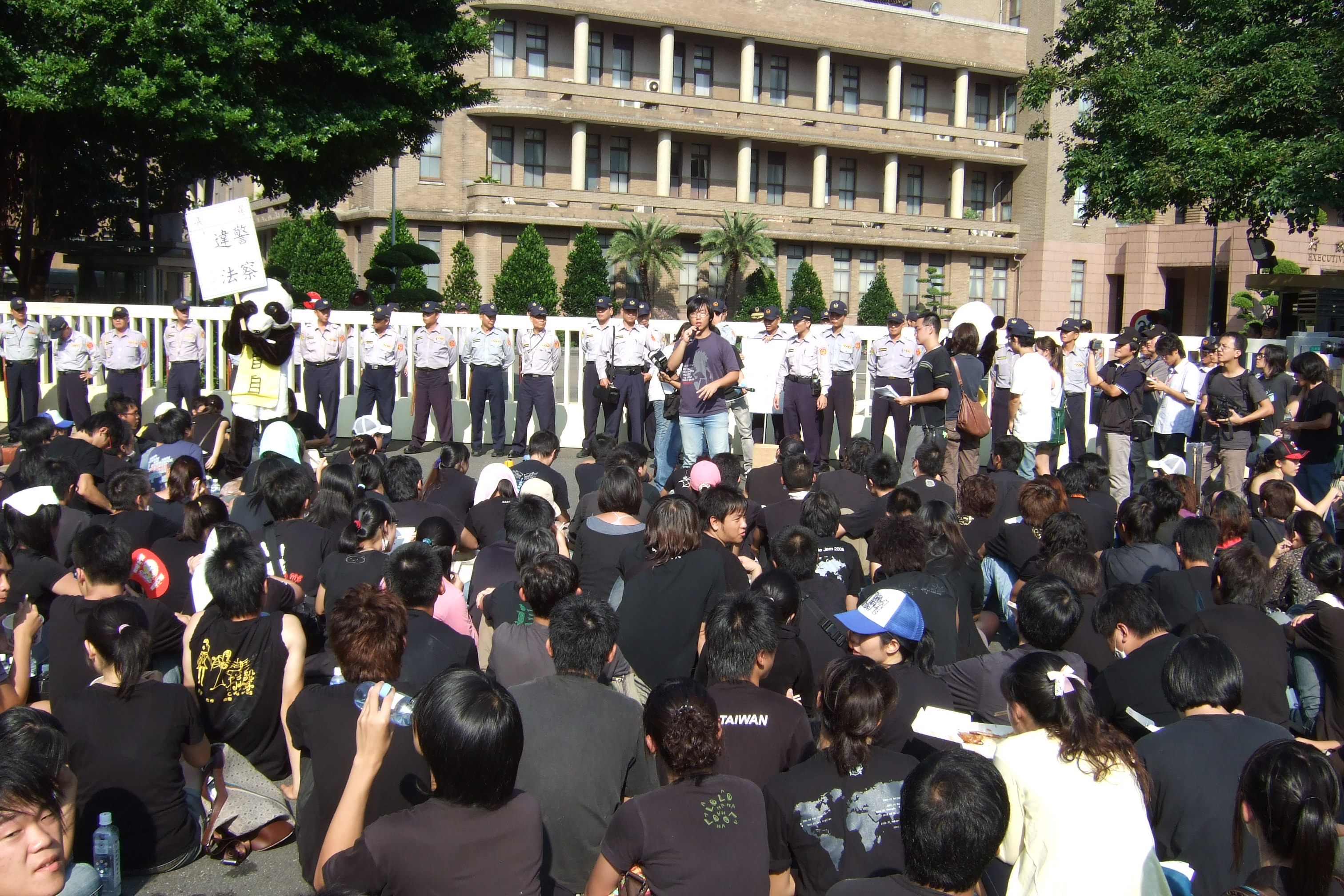
行政院靜坐期間之畫面。

11月6日，數百名志願參加的大學生於上午十一時起陸續集結於行政院大門前，以著黑衣、戴口罩方式做為抗議的象徵，表達訴求。因行政院為集會遊行法所限定禁止申請集會之場所，在靜坐期間陸續遭到警方四度舉牌勒令解散，參與學生決議不申請集會許可，並主張「集遊法違憲」，而活動過程平順無暴力衝突發生。在活動開始發展之初，便有公民記者的參與和透過 Yahoo! Live 服務的網路同步轉播報導，使關心靜坐活動的人士能與抗議現場有所互動。
而同一天同時，民主進步黨在距離行政院不到400公尺的立法院周邊發起的「圍城」行動，由於總統馬英九和海協會會長陳雲林的會談提前開始，而決議提前開始；因此部分媒體將兩場活動的報導有意無意地加以附加關係，以先報導民進黨群眾抗爭再報導學生抗爭的手法呈現，甚至形容學生的行動為「學生圍城」，但實際上，此次靜坐的成員的訴求對象其實是政府，學生們也均不希望和特定政黨有所關連，甚至否決民主進步黨建議將學生移動到「圍城」申請的合法場地之提議。
11月7日於早上十一點，行政院秘書長薛香川出面與學生對談，其一開頭即以「政治是一時的」等勸阻語氣發言，希望以平和與討論方式進行檢討，並舉美國狀況和11月5日晶華酒店的抗爭，希望學生兩面思考；但由於秘書長薛香川無法滿足在場靜坐者的訴求，遭到學生的反對聲浪，進而造成雙方溝通之摩擦。雙方對談沒有交集，現場靜坐者決定活動繼續進行。
在下午四點時，警方四度舉牌警告，其後出動保警開始驅離在場靜坐之學生、老師、與民眾，將靜坐參與者架離現場，由於靜坐成員來源不一，但是由台大PTT與其分站號召，故警方決定將靜坐者載往台大辛亥路校門、台大後門、五分埔等地釋放。在驅離的過程中，有數名靜坐者受到輕傷，且台大社會系李明璁教授出示驗傷單，指控在上警備車之前遭到警察動用私刑導致多處受傷，但警方駁斥有打人行為。於晚間七點之際，警察已將行政院大門門口淨空，靜坐群眾轉往自由廣場繼續靜坐。

### 轉移地點、增加區域及發展
有位網路使用者「小海」於11月8日也為此靜坐事件寫了一首歌曲，表達了對此運動的感受。11月9日，學生透過表決決定以「野草莓」做為運動名稱。
繼台北的自由廣場的靜坐行動後，11月8日台南的國立成功大學光復校區校門口、11月9日台中的市民廣場、11月10日新竹的國立清華大學海報牆旁也陸續聚集學生以及群眾進行靜坐的行動。迄11月11日，高雄的城市光廊亦已聚集眾多的市民與國立中山大學、正修科技大學、國立高雄應用科技大學的學生加入靜坐之行列。與台北自由廣場相同，其他地區的行動也透過了Yahoo! Live等服務進行串流轉播。
靜坐活動正碰上期中考，學生也有靠著微弱燈光在現場讀書，早上到校考試。在部分靜坐的活動現場，不時也會有學者、老師或從事社會運動的相關人士演講。 
11月11日廣場上，國民黨員劉柏煙老先生在野草莓運動現場自焚抗議，烧伤面积高达80%。
11月19日上午9時許，各社團及群眾在立法院前為集會遊行法修法請願，要求立法委員立即修定集遊法並監督該案審查進度。由中山南路-濟南路-鎮江街-青島東路-中山南路繞行立法院，沿途呼喊「集會遊行法違憲，人權變不見」口號，並於10時30分左右在立法院前擺設靈堂，以集會遊行法已死為由舉辦告別式行動劇。經台北市中正一分局忠孝東路派出所所長三次舉牌，群眾約於上午11時35分開始解散，於12時30分人群才散去。其後，人權促進會副會長林佳範被認為是該行動的首謀而被起訴。 

### 遊行與解散
12月7日，野草莓與台灣教授協會、全國教師協會、婦女新知協會等團體發起「1207野給你看」遊行，從自由廣場出發，經立法院、行政院，並繞行附近道路後回到中山南路，傍晚到凱達格蘭大道上演「人權出殯」行動劇，之後舉辦「感恩晚會」，結束為期一個月的自由廣場靜坐活動。警方統計遊行人數超過一千人。由於遊行未依法向轄區警局提出申請，台北市警中正一分局四次舉牌警告，但未驅離遊行群眾。事後，核心參與者林智鴻、李立偉、謝昇佑、許仁碩、奉君山等五人依違反集遊法函送法辦，經司改會律師群協助之下，五名被告不起訴處分。
遊行訴求為「3日內承諾，不得重演陳雲林來台前後發生的嚴重侵害人權情事」、「成立專責調查委員會調查陳雲林來台時的維安爭議」、「請立法院本會期完成集遊法修正，將許可制改為自願報備制、取消刑罰規定及禁制區規定、廢止警察解散命令權」、「改善台灣日趨惡化的人權環境」及「強化公民教育，鼓勵學生走出校園」。

### 驅離與再集結
12月11日，政府驅離於自由廣場大約五十名的學生，同時帶走一百多位西藏流亡人士，其後他們重新於自由廣場集結。

### 野莓之家
台北野草莓在靜坐形式之抗議進行的末期，開始成立他們自己的隊部，並稱之為「野莓之家」。

### 影響
野草莓運動的參與者於運動結束之後，仍然保持一定程度的聯繫；進而於各地各校成立不同社團。例如林飛帆於成大投入零貳社的組織活動；當時就讀清大人社系的魏揚參與了新竹的野草莓活動，而就讀建國中學的陳為廷當時亦曾參與台北野草莓，並於一年後考上清大人社系。魏揚、陳為廷與其他清大同學共同成立基進筆記。以上人物包含李明璁皆參與了太陽花學運。在太陽花學運時期到場參與的李明璁直言，「統治者不怕這種處處自我設限的『抗議』！」「來再多人，馬政權是有認真鳥過？」他以之前臥軌的關廠工人為例，人又少、社會觀感又差卻能成功，關鍵就在於那「不顧一切」的巨大能量嚇壞了統治者，反觀「太陽花學運」沒有暴力形象，註定將走向失敗。

## 官方反應

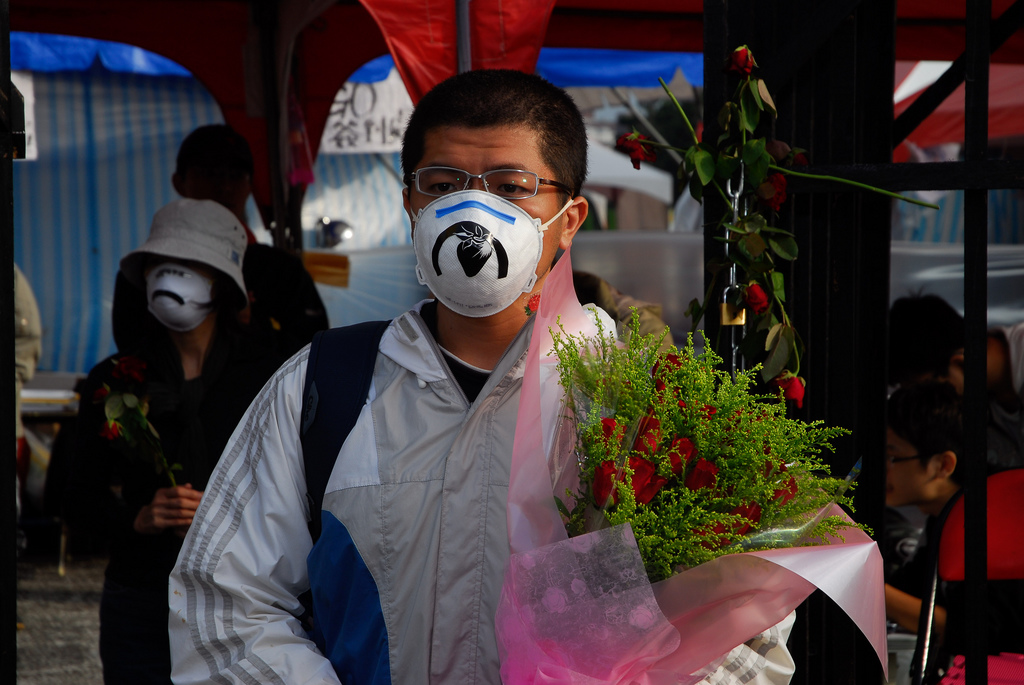
正在抗議的大學學生

野草莓運動的三個訴求，有兩個是針對行政部門，一個是針對立法部門。
11月10日，行政院長劉兆玄對於野草莓學運要求總統馬英九及自己道歉的訴求表示，「這種事挺兩天就過了。」
11月11日，總統馬英九在回應部分訴求時表示：「因為問題不在報備，問題在暴力」，這個觀點並不被學運主流論述所接受：「暴力行為可用刑法來處罰，不須要只是為了預防可能的暴力，就採行一個限制人民集會權利的集會遊行法」。在圍城時暴力事件的相連性上，總統馬英九與野草莓的立場沒有交集。
總統府高層私下勸阻學生放棄「下台、道歉」訴求，若果只談「修改集遊法」，總統馬英九願公開對談，而學生拒絕這個安排。
11月19日，立法院內政委員會召開委員會，就集會遊行法進行審理，當天的程序部分就是否要進入實體審查朝野黨團發生爭議，後來召集委員吳育昇裁定需先於11月27日召開公聽會，而將已提案五個多月的國民黨立委朱鳳芝版本草案擱置不理。
12月4日，行政院通過集會遊行法修正草案，許可制改成5日前報備，禁制區改設安全距離，限縮警察命令解散權，將刑罰條例回歸至普通刑法，刪除集會遊行不得主張共產主義或分裂國土的規定。然而野草莓運動批評新制度是「換湯不換藥」。這個號稱納入公聽會意見版本完全沒有將公聽會上學者專家們已經有的共識如「小型集會遊行不需報備」、「設立集會遊行專區」等等意見納入。

### 淨空桃園機場
警政署聲稱接獲情資將有千名民眾至桃園機場丟雞蛋抗議海協會會長陳雲林，警方緊急決定於海協會會長陳雲林來台時，史無前例全面淨空桃園機場，從機場至圓山飯店的道路全面交通管制。

## 質疑與反駁

### 質疑集會未經申請訴可
對於這次集會遊行未經申請的情況，在11月7日晚間，學生在自由廣場透過投票決定「不申請集會遊行」，稍後決定「這是一場實行公民不服從的運動」，大致原因是「希望透過對『集會遊行法』的衝撞、以突顯其荒謬性，決策小組表示，在集遊法的規範下，警察的執法，是『球員兼裁判』」。
政府方面認為，此次遊行未經申請，而應以合法集會申請的方式進行，支持警方進行取締，國立臺灣大學學務處表示僅能確認五、六位台大學生參與其中，台大主任秘書廖咸浩也呼籲學生遵守法律，利用現有管道表達訴求。
野草莓在12月13日所發出的一篇論述稿中指出，不申請集會遊行，不代表違法，不代表沒有集會遊行的權利，而僅是法律效果上警方得命令解散而已。

### 質疑訴求發起人政治觀傾向
在圍城時暴力事件的相連性上，野草莓的立場（野草莓認為不相連）也被質疑。
亦有人質疑此次學生運動中所提出的訴求並不中立，於與該學運發起連署的相同平台「台灣連署資源運籌平台」發起反對該學運訴求的網路連署。連署的主要緣由為「靜坐的背景是在這次衝突發生後」，「認為責任不能只落在一方，但靜坐同學後來訴求的改變，並未把訴求不中立的情形改善」。
11月16日時，有學生發起「小藍莓快閃學運」至自由廣場向野草莓運動嗆聲，涵蓋「反對假中立學運、反對暴民行為與鄙視灌水連署」等訴求。

### 「表兒」樂團同志歧視事件
11月30日，野草莓於自由廣場舉辦野莓開唱演唱會，表演樂團之一「表兒」樂團在現場直言總統馬英九是gay、娘砲，引起網友批評。12月1日，野草莓在PTT2官板發表聲明回應，未能弭平爭議。其後除苦勞網與媒體觀察基金會分別刊出讀者投書的「真沒GUTS──對野莓開唱爭議性性言論野莓立場聲明之批評」、「沒有立場哪來力量」兩篇文章之外，在12月14日與20日嗷網路雜誌所舉辦的野草莓座談中，更引發婦權學者范雲、綠黨潘翰疆與媒體改革學者管中祥等抨擊，後者發言同時被高雄工運人士陳婉娥撰文紀錄在「跨越界線，新開始-記高雄野莓座談」文中。然而野草莓並無後續回應。

## 司法案件

### 《集遊法》違憲
台大社會系助理教授李明璁遭檢方認定為首謀並依《集會遊行法》起訴，臺北地方法院法官陳思帆聲請司法院大法官解釋，司法院大法官於2014年3月21日合併其他案件作成釋字第718號解釋，認定：「集會遊行法第八條第一項規定，室外集會、遊行應向主管機關申請許可，未排除緊急性及偶發性集會、遊行部分，及同法第九條第一項但書與第十二條第二項關於緊急性集會、遊行之申請許可規定，違反憲法第二十三條比例原則，不符憲法第十四條保障集會自由之意旨，均應自中華民國一０四年一月一日起失其效力。」宣告集會遊行法部份條文違憲。

### 李明璁獲判無罪
2014年7月15日，台北地院昨判決認為，檢方無法證明李明璁是首謀，並援引大法官釋字第718號解釋，認定這場抗議集會屬緊急、偶發事件，無須申請，判李無罪。

### 林佳範違反集會遊行法案
因11月19日「要求立法委員立即修訂集遊法、監督該案審查進度」的行動，人權促進會副會長、師大公民教育與活動領導系教授林佳範被檢察官依照集會遊行法第29條：「集會、遊行，經該管主管機關命令解散而不解散，仍繼續舉行經制止而不遵從，首謀者處二年以下有期徒刑或拘役」的規定認定為首謀起訴，並聲請簡易判決處刑。這引起參與行動的群眾極大的不滿，因此發起了連署自首的行動，聲援林佳範及同受起訴的李明璁。
台北地方法院認為不宜做成簡易處刑判決，改依通常審判程序。並於2011年11月30日作成判決，諭知林佳範無罪。法院認為在本案中，集會遊行法主管機關是集會所在地之警察分局（即台北市中正一分局），但做三次舉牌決定的是未經授權的臺北市警察局中正第一分局忠孝東路派出所所長，因此舉牌警告及命令解散之處分應屬無效。其次是，「首謀」應指於集會現場指揮群眾，居於領導地位之人，其對於該集會之聚集與否應有相當影響權始足當之，應與「負責人或其代理人或主持人」之程度有別。在本案的該次集會是前一日在自由廣場由綠黨、臺灣環境行動網、台灣人權促進會、人本教育基金會、司改會等團體共同討論決定的，林佳範並無參與該次討論，現場群眾都是自己去參加，並非由被告指揮，也不會聽從誰的指揮。林佳範於當日宣布解散後，仍有群眾聚集未離去，甚至有繞行立法院活動，可得知群眾並非林佳範所動員，亦未聽從其指揮。並且該次活動雖未申請，但是基於集遊法修法具有時效性而來不及申請，且過程平和，並沒有違反集會遊行法之故意。因此，最終地方法院宣判林佳範無罪。
2011年12月8日，檢察官上訴到台灣高等法院。台灣高等法院於2011年3月1日作成判決，法院認為集會遊行法根據釋字445號解釋為合憲；但現場指揮官之警告及命令解散處分，未獲主管機關授權，且未有足夠證據認定被告為首謀，因此駁回檢察官之上訴。

## 外部連結
- 野草莓運動的正式網誌 （页面存档备份，存于）
- TAIWAN Wild Strawberries Movement （页面存档备份，存于）（英文），野草莓英文網頁
- 台南野草莓運動官方網站 （页面存档备份，存于）
- 靜坐相關資訊網誌(台北行動網) （页面存档备份，存于）
- 《廣場》The Right Thing  紀錄片臉書 （页面存档备份，存于）
- 《廣場》電影預告（The Right Thing） official trailer 01 （页面存档备份，存于）
- 《廣場》電影預告（The Right Thing） official trailer 02 （页面存档备份，存于）